# کوین پیتر هال
کوین پیتر هال (انگلیسی: Kevin Peter Hall; ۹ مهٔ ۱۹۵۵ – ۱۰ آوریل ۱۹۹۱) یک هنرپیشه اهل ایالات متحده آمریکا بود که بخاطر داشتن قدی بلند (۲۱۹ سانتیمتر) همواره در نقش هیولاها و موجودات فضایی ایفای نقش می‌کرد. پیتر هال چهره آشنایی برای بینندگان سینما و تلویزیون نداشت زیرا همیشه پوشیده از لباس مبدل و ماسک بود.
وی بازیگر نقش غارتگر در فیلمی با همین نام با شرکت آرنولد شوارتزنگر بود که در انتهای همین فیلم پس از انفجار هسته‌ای در نقش خلبان هلیکوپتر نجات ظاهر شد.
از فیلم‌ها یا برنامه‌های تلویزیونی که وی در آن نقش داشته‌است می‌توان به هیولا در گنجه و هری و خانواده هندرسون اشاره کرد.
وی چند ماه پیش از آغاز نمایش غارتگر ۲ اعلام کرد که پس از انتقال خون آلوده به ویروس اچ‌آی‌وی مبتلا شده‌است. وی در دهم آوریل ۱۹۹۱ و در سن ۳۵ سالگی و زمانی که نقش هَری را در فصل نخست مجموعه تلویزیونی هری و هندرسون‌ها بازی می‌کرد به دلیل پنومونی ناشی از ایدز درگذشت.